# Piłka ręczna na Igrzyskach Panamerykańskich 2007
Piłka ręczna na Igrzyskach Panamerykańskich 2007, odbywała się w hali Riocentro w dniach 13–22 lipca. Zarówno w turnieju mężczyzn jak i kobiet tryumfowali gospodarze igrzysk. Męska reprezentacja Brazylii zdobyła swój drugi tytuł mistrzowski (poprzednio w 2003), natomiast reprezentacja kobiet sięgnęła po ten tytuł po raz trzeci (poprzednio w 1999 i 2003). Kwalifikację na turnieje piłki ręcznej podczas Igrzysk Olimpijskich 2008 w Pekinie otrzymały reprezentacje Brazylii (zarówno męska jak i żeńska), natomiast awans na olimpijski turniej kwalifikacyjny otrzymały Argentyna (reprezentacja mężczyzn) oraz Kuba (reprezentacja kobiet).  

## Turniej mężczyzn

### Grupa A
| Drużyna    | Pkt | Mecze | Zwycięstwa | Remisy | Porażki | Zdobyte bramki | Stracone bramki | +/- |
| ---------- | --- | ----- | ---------- | ------ | ------- | -------------- | --------------- | --- |
| Argentyna  | 9   | 3     | 3          | 0      | 0       | 108            | 57              | +51 |
| Urugwaj    | 6   | 3     | 2          | 0      | 1       | 76             | 82              | -6  |
| Dominikana | 3   | 3     | 1          | 0      | 2       | 87             | 88              | -1  |
| Meksyk     | 0   | 3     | 0          | 0      | 3       | 63             | 107             | -44 |

|            |         |            |
| Dominikana | 26 : 29 | Urugwaj    |
|            |         |            |
| Argentyna  | 40 : 16 | Meksyk     |
|            |         |            |
| Dominikana | 36 : 26 | Meksyk     |
|            |         |            |
| Argentyna  | 35 : 16 | Urugwaj    |
|            |         |            |
| Urugwaj    | 31 : 21 | Meksyk     |
|            |         |            |
| Argentyna  | 33 : 25 | Dominikana |

### Grupa B
| Drużyna  | Pkt | Mecze | Zwycięstwa | Remisy | Porażki | Zdobyte bramki | Stracone bramki | +/- |
| -------- | --- | ----- | ---------- | ------ | ------- | -------------- | --------------- | --- |
| Brazylia | 9   | 3     | 3          | 0      | 0       | 99             | 58              | 41  |
| Kuba     | 6   | 3     | 2          | 0      | 1       | 99             | 73              | 26  |
| Chile    | 3   | 3     | 1          | 0      | 2       | 67             | 93              | -26 |
| Kanada   | 0   | 3     | 0          | 0      | 3       | 52             | 93              | -41 |

|          |         |        |
| Brazylia | 33 : 20 | Chile  |
|          |         |        |
| Kuba     | 33 : 20 | Kanada |
|          |         |        |
| Brazylia | 21 : 12 | Kanada |
|          |         |        |
| Kuba     | 40 : 18 | Chile  |
|          |         |        |
| Kanada   | 20 : 29 | Chile  |
|          |         |        |
| Brazylia | 35 : 26 | Kuba   |

### Półfinały
|           |         |         |
| Brazylia  | 28 : 16 | Urugwaj |
|           |         |         |
| Argentyna | 30 : 29 | Kuba    |

#### Mecze o miejsca 5−8
|        |         |            |
| Chile  | 28 : 27 | Meksyk     |
|        |         |            |
| Kanada | 27 : 28 | Dominikana |

### Finały

#### Mecz o miejsca 7−8
|        |         |        |
| Meksyk | 32 : 34 | Kanada |

#### Mecz o miejsca 5−6
|       |         |            |
| Chile | 28 : 27 | Dominikana |

#### Mecz o 3. miejsce
|         |         |      |
| Urugwaj | 23 : 24 | Kuba |

#### Finał
|          |         |           |
| Brazylia | 30 : 22 | Argentyna |

### Klasyfikacja końcowa
| Poz. | Drużyna    |
| ---- | ---------- |
|      | Brazylia   |
|      | Argentyna  |
|      | Kuba       |
| 4    | Urugwaj    |
| 5    | Chile      |
| 6    | Dominikana |
| 7    | Kanada     |
| 8    | Meksyk     |

## Medaliści

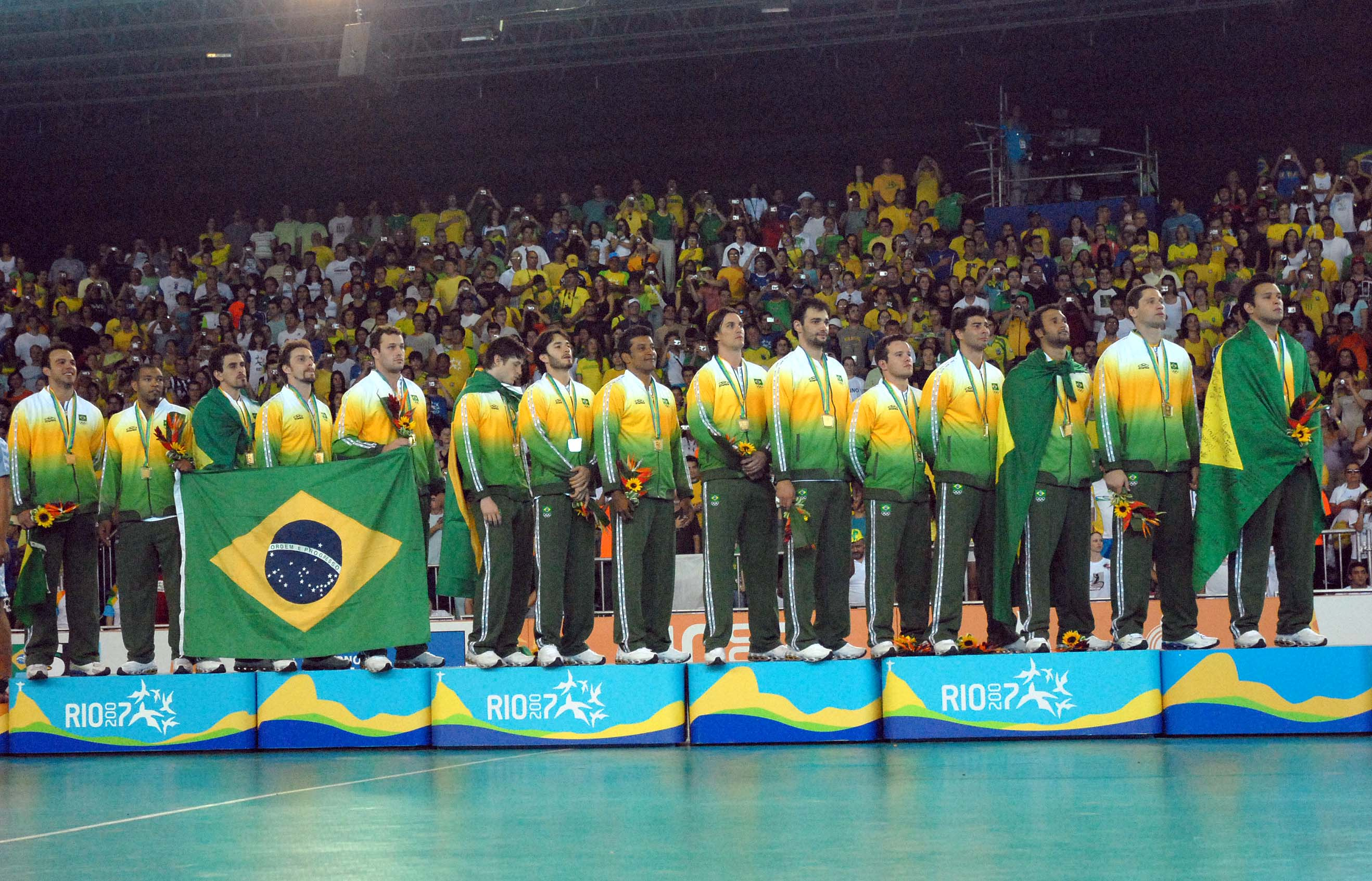
Reprezentanci Brazylii podczas hymnu państwowego – ceremonia medalowa.

| Brazylia: · Maik Santos · Fernando Pacheco Filho · Carlos Ertel · Danilo Silva · Renato Rui · Bruno Souza · Leonardo Bortolini · Hélio Justino · Jaqson Kojoroski · Alexandre Vasconcelos · Silvio Laureano · Felipe Ribeiro · Bruno Santana · Jardel Pizzinatto · Guilherme Oliveira | Argentyna: · Matías Schulz · Sergio Crevatin · Federico Pizarro · Matías Martín Lima · Mariano Castro · Maximiliano Ferro · Alejo Carrara · Leonardo Querin · Bruno Civelli · Facundo Torres · Fernando García · Emiliano la Rosa · Gonzalo Carou · Germán Pardales · Damián Migueles | Kuba: · Alfredo Quintana · Raifer Turino · Guillermo Corzo · Edgard Marti · Randy Díaz · Denip Fonseca · Denis Fernández · Rafael da Costa · Jorge Paván · Ariel Paz · Misael Iglesias · Frankis Carol · Yinkelly Tomacen · Daymaro Amador · Eurelbis Valdes |

### Najlepsi strzelcy
| Poz. | Piłkarz         | Bramki | Strzały | .% |
| ---- | --------------- | ------ | ------- | -- |
| 1    | Guillermo Corzo | 39     | 66      | 59 |
| 2    | Marcial Acuña   | 37     | 73      | 51 |
| 2    | Emil Feuchtmann | 37     | 65      | 57 |
| 4    | Jorge Paván     | 36     | 56      | 64 |
| 5    | Facundo Torres  | 29     | 45      | 64 |
| 5    | Kelvin de León  | 29     | 49      | 59 |

### Najlepsi bramkarze
| Poz. | Bramkarz              | %  | Obrony | Strzały na bramkę |
| ---- | --------------------- | -- | ------ | ----------------- |
| 1    | Maik dos Santos       | 49 | 51     | 105               |
| 2    | Luis Sanlate          | 47 | 22     | 47                |
| 3    | Germán Pardales       | 42 | 19     | 45                |
| 4    | Alexandre Vasconcelos | 41 | 29     | 71                |
| 5    | Misael Iglesias       | 39 | 73     | 185               |

## Turniej kobiet

### Grupa A
| Drużyna    | Pkt | Mecze | Zwycięstwa | Remisy | Porażki | Zdobyte bramki | Stracone bramki | +/- |
| ---------- | --- | ----- | ---------- | ------ | ------- | -------------- | --------------- | --- |
| Argentyna  | 9   | 3     | 3          | 0      | 0       | 84             | 52              | +32 |
| Dominikana | 6   | 3     | 2          | 0      | 1       | 83             | 77              | +6  |
| Paragwaj   | 3   | 3     | 1          | 0      | 2       | 84             | 88              | -4  |
| Portoryko  | 0   | 3     | 0          | 0      | 3       | 61             | 94              | -33 |

|            |         |            |
| Dominikana | 33 : 30 | Paragwaj   |
|            |         |            |
| Argentyna  | 39 : 14 | Portoryko  |
|            |         |            |
| Argentyna  | 29 : 23 | Paragwaj   |
|            |         |            |
| Dominikana | 35 : 21 | Portoryko  |
|            |         |            |
| Paragwaj   | 31 : 26 | Portoryko  |
|            |         |            |
| Argentyna  | 26 : 15 | Dominikana |

### Grupa B
| Drużyna  | Pkt | Mecze | Zwycięstwa | Remisy | Porażki | Zdobyte bramki | Stracone bramki | +/- |
| -------- | --- | ----- | ---------- | ------ | ------- | -------------- | --------------- | --- |
| Brazylia | 9   | 3     | 3          | 0      | 0       | 107            | 53              | +54 |
| Kuba     | 6   | 3     | 2          | 0      | 1       | 97             | 72              | +25 |
| Meksyk   | 3   | 3     | 1          | 0      | 2       | 53             | 89              | -36 |
| Kanada   | 0   | 3     | 0          | 0      | 3       | 55             | 98              | -43 |

|          |         |        |
| Brazylia | 38 : 15 | Meksyk |
|          |         |        |
| Kuba     | 38 : 25 | Kanada |
|          |         |        |
| Brazylia | 37 : 10 | Kanada |
|          |         |        |
| Kuba     | 31 : 15 | Meksyk |
|          |         |        |
| Kanada   | 20 : 23 | Meksyk |
|          |         |        |
| Brazylia | 32 : 28 | Kuba   |

### Półfinały
|          |         |            |
| Brazylia | 46 : 13 | Dominikana |
|          |         |            |
| Kuba     | 37 : 25 | Argentyna  |

#### Mecze o miejsca 5−8
|        |         |           |
| Meksyk | 21 : 20 | Portoryko |
|        |         |           |
| Kanada | 26 : 22 | Paragwaj  |

### Finały

#### Mecz o miejsca 7−8
|           |         |          |
| Portoryko | 21 : 22 | Paragwaj |

#### Mecz o miejsca 5−6
|        |         |        |
| Kanada | 36 : 37 | Meksyk |

#### Mecz o 3. miejsce
|           |         |            |
| Argentyna | 23 : 22 | Dominikana |

#### Finał
|      |         |          |
| Kuba | 17 : 30 | Brazylia |

### Klasyfikacja końcowa
| Poz. | Drużyna    |
| ---- | ---------- |
|      | Brazylia   |
|      | Kuba       |
|      | Argentyna  |
| 4    | Dominikana |
| 5    | Meksyk     |
| 6    | Kanada     |
| 7    | Paragwaj   |
| 8    | Portoryko  |

## Medalistki
| Brazylia: · Chana Masson · Fabiana Diniz · Alexandra Nascimento · Fabiana Gripa · Deonise Cavaleiro · Daniela Piedade · Aline Rosas · Viviane Jacques · Lucila Silva · Juceli Rosa · Idalina Mesquita · Aline Santos · Eduarda Amorim · Millene Figueiredo · Darly de Paula | Kuba: · Maydelis Sardinas · Caridad Vizcay · Virgen Murillo · Ayling Martínez · Yasnay Torres · Arassay Durán · Ariagne Cuesta · Suleiky Gómez · Aida Despaigne · Lisandra Lusson · Neivys Mederos · Yohania Marti · Imara Valdéz · Nadezza Valera · Eneleidys Guevara | Argentyna: · Silvina Schlesinger · Valentina Kogan · María del Carmen Alejandre · Cinthya Basile · Georgina Costantino · Bibiana Ferrea · Antonela Mena · Magdalena Decilio · Lucia Haro · María Emilia Acosta · Sonia Meyer · Silvana Totolo · Lucia Fernández · Mariana Sanguinetti · Solange Tagliavini |

### Najlepsze strzelczynie
| Poz. | Piłkarka         | Bramki | Strzały | .% |
| ---- | ---------------- | ------ | ------- | -- |
| 1    | Fabiana Aluan    | 57     | 112     | 51 |
| 2    | Judith Granado   | 41     | 62      | 66 |
| 3    | Suleiky Gómez    | 35     | 60      | 58 |
| 4    | Selene Sifuentes | 34     | 61      | 56 |
| 5    | Ayling Martínez  | 28     | 35      | 80 |

### Najlepsze bramkarki
| Poz. | Bramkarka         | %  | Obrony | Strzały na bramkę |
| ---- | ----------------- | -- | ------ | ----------------- |
| 1    | Darly de Paula    | 53 | 46     | 87                |
| 2    | Chana Masson      | 45 | 35     | 77                |
| 3    | Valentina Kogan   | 34 | 47     | 138               |
| 4    | Carmen Melgarejo  | 33 | 39     | 117               |
| 5    | Maydelis Sardiñas | 32 | 27     | 85                |